# Distrito de Darbhanga
Darbhanga (en bihari; दरभंगा जिला) es un distrito de India en el estado de Bihar. Código ISO: IN.BR.DA.
Comprende una superficie de 2 278 km².
El centro administrativo es la ciudad de Darbhanga.

## Demografía
Según censo 2011 contaba con una población total de 3 921 971 habitantes.